# Rainer Lewandowski
Rainer Lewandowski (* 30. April 1950 in Hannover) ist ein deutscher Autor, Regisseur und Theaterintendant.

## Leben
Rainer Lewandowski besuchte die Friederikenschule in Hannover und machte an der Humboldtschule Hannover sein Abitur.
Lewandowski studierte bei Hans Mayer Deutsche Literaturwissenschaft, außerdem Deutsche Sprachwissenschaft, Politik und Soziologie bei Oskar Negt, im Nebenstudiengang Philosophie, Pädagogik, Psychologie. Magisterarbeit, zusammen mit Rainer Vasel: „Alexander Kluge - filmästhetische und gesellschaftstheoretische Voraussetzungen. Überlegungen zu den gesellschaftsverändernden Möglichkeiten ästhetischer Produkte“.
Seit 1975 ist er als Autor für Hörfunk, Fernsehen, Theater und Verlage tätig.
Von 1979 arbeitete er am Staatstheater Hannover unter der Intendanz von Alexander May, zunächst als Regieassistent u. a. für Dieter Hufschmidt, ab 1981 als Dramaturg, Autor und Regisseur.
Von 1989 bis 2015 leitete Lewandowski als Regie führender Intendant das E.T.A.-Hoffmann-Theater in Bamberg. Er etablierte dort ein Studiotheater. Er initiierte maßgeblich die grundlegende Sanierung und führte das Haus durch die Spielzeiten der Umbau- und Neubauphase. Lewandowski war Mitglied im Tarifausschuss des Deutschen Bühnenvereins und Mitglied im Medienrat als Vertreter der Bayerischen Kommunalen Theater.
Mehr als 100 Inszenierungen (Schauspiel, Musical, Oper) an verschiedenen Theatern im In- und Ausland.

## Werk
Seine Schriftsteller-Laufbahn begann er als Verfasser von Büchern über Medienpolitik, das Verhältnis zwischen Literatur und Film, die Oberhausener Gruppe, die Initiatoren des Oberhausener Manifests, Volker Schlöndorff und Alexander Kluge im Olms-Verlag, Hildesheim. Er ist Autor und Sprecher von Hörfunk-Features sowie Literaturkritiker. Bald folgten auch Werke der Fiktion: Hörspiele (NDR, HR, SWF, RB u. a.), Erzählungen, Theaterstücke, Kinderbücher. Neben dem Unterhaltungsimpuls kommt in seinen Werken immer auch ein politisch-soziales Denken zum Ausdruck. Viele Stücke und Texte sind auch ein gelegentliches experimentelles Wechselspiel zwischen Realität und Fiktion. Dabei kommt der Phantasie eine bedeutende Aufgabe zu. Stilistisches Mittel ist, wenn nötig und möglich, die Aufhebung der Publikum und Bühne trennenden imaginären „Vierten Wand“.
Seine Bamberger Inszenierungen von „Ich, Marlene“ und „Mambo Mortale oder Der Notruf ist leider besetzt“ wurden vom Fernsehen (NDR) aufgezeichnet, ebenso wie seine Inszenierung an der Komödie im Bayerischen Hof von „Heute weder Hamlet“ mit Hans Clarin (BR) in der Regie des Autors.

## Auszeichnungen
Rainer Lewandowski wurde vom Auswärtigen Amt eingeladen zu den „4. Deutschen Kulturwochen“ nach Kapstadt und Stellenbosch,
sowie zu Gastvorträgen an amerikanische Universitäten (West Virginia Universität) und zu internationalen Theater-Konferenzen (Columbus Universität).
Für die Erzählung „Belegtes Brot“ erhielt er 2022 den 3. Preis für Kurzgeschichten der Hamburger Autorenvereinigung (HAV).
Eine Anzahl seiner Bücher und Theaterstücke sind speziell für das E.T.A.-Hoffmann-Theater zu Bamberger historischen Themen und zu Leben und Werk E.T.A. Hoffmanns entstanden. Lewandowski erhielt für diese „Bamberger Stücke“ viele Auszeichnungen:
- Einladungen der Bayerischen Staatsregierung zum Kulturaustausch mit China (Jinan, Shandong mit seinem Kinderstück „Bambolo - ein Theatertheater-Mitmach-Theater“) und der Ukraine (Iwan-Franco-Theater in Kiew mit „Das Fräulein von Scuderi“ nach E.T.A.\ Hoffmann);
- Friedrich-Baur-Preis, dem Preis für Darstellende Kunst, verliehen von der Bayerischen Akademie der Schönen Künste für Kinderstück „Das fremde Kind“ und „Sie sind auch kein Bamberger, wie ich höre?“;
- Kulturpreis der Oberfrankenstiftung 2003;
- Verleihung der E.T.A.-Hoffmann-Medaille der E.T.A. Hoffmann-Gesellschaft 2014 an Rainer Lewandowski.
- Das E.T.A.-Hoffmann-Theater war regelmäßig mit mehreren Beiträgen, Stücken und Operninszenierungen Lewandowskis („Aurora“ von E.T.A. Hoffmann) beteiligt am Kulturaustausch zwischen dem E.T.A.-Hoffmann-Theater und dem Teatr Wielki beim „Hoffmann-Opern-Festival“ in Posen. Koproduktion: „Undine“ von E.T.A. Hoffmann, Regie: Uwe Drechsel

## Werke (Auswahl)

### Theaterstücke
- „Hannover liegt noch immer an der Leine“, Revue über die Nachkriegszeit in der Landeshauptstadt, Regie: Imo Moszkowicz, Musik: Erik Tass, Staatstheater Hannover, Theater am Aegi;
- „Heute weder Hamlet - Ein Stück Theater“[1] (über 100 Inszenierungen des Stückes im In- und Ausland), u. a. gespielt von Hans Clarin, Volker Lechtenbrink, Wolfgang Hübsch, Walter Plathe u. v. a.),
- „Ich, Marlene“ (autobiografisches Musical über Marlene Dietrich), zus. mit Matthias Christian Kosel, UA: Komödie im Bayerischen Hof
- „Marmor, Stein und Eisen bricht oder Eine Probe“, Musik: Wolfgang Stute u. Michael Westphal, Regie: Willi Schlüter, Warsteiner Ensemble in Zusammenarbeit mit dem Theater der Jugend, Hannover
- „Der Geburtstag oder The Same Procedure as Every Year“, Monodrama zur Eröffnung des Studios des E.T.A. Hoffmann-Theaters;
- „Ich“, Stück über Gentechnik und das (im Stück erfolgte) Klonen eines Menschen, Theater Regensburg
- „Escape“, Klassenzimmerstück über Ursachen psychischer und physischer Gewalt und Amoklauf in der und deren Ver(ar)b(r)eitung in den Medien. UA: Kammerspiele Paderborn; Thalia Theater Hamburg, Theater Hof. Das Stück wurde vorgestellt in der Zeitschrift „Praxis Deutsch“ (Juni 2004);
- „Die Tour“, (eine auf dem Heimtrainer mitgefahrene Etappe der Tour de France als Muster für den Parcours eines zerstrampelten Lebens), UA: Theater Paderborn, Staatstheater Nürnberg;
- „Stauffenberg“, (über Claus Schenk Graf von Stauffenberg und das Hitler-Attentat);
- „Heinz Erhardt - Sein Leben für den Humor“, eine dramatische Biografie;
- „Peace of my heart“ (Leben und Musik von Janis Joplin)
- „Doris Day - The Future's Not Ours to See“, mit Angelika Milster, UA: Schlosspark-Theater Berlin;

### Kinderstücke/Kindermusicals
Zahlreiche Kinderstücke und Kindermusicals, auch nach Grimm, Andersen, freie Themen (Auswahl):
- „Die Prinzessin im Meer/in der Elbe“, UA: Staatstheater Hannover (Rowohlt Theaterverlag)
- „Streit im Spielzeugland“, Spielzeuge (Zauberer, Fledermaus, Telefon, Feuerwehrauto, Puzzleteil u. a. streiten während ihre Spiel-Kinder in den Ferien sind und versöhnen sich: „Spielen statt streiten“)
- „Weihnachten in Gefahr“, der Weihnachtsmann ist krank. Er wird von Pinni und Gunni, Figuren aus dem Weihnachtskalender, gerettet. Musik: Konrad Haas,
- „Befana und der Weihnachtsengel“, ein Märchen aus dem Schuhkarton[2] mit den Baumschmuckfiguren Bimmel, Lamettafaden, Engel Angeli und der Weihnachtshexe Befana, Musik: Gerhard Jussenhoven;
- „Das Gespenst von Canterville“, nach Oscar Wilde;
- „Sieh, was du nicht siehst - Das Märchen vom Sehen“ (Ein Mitmach-Stück zum Thema: Optische Täuschungen);
- „Glockenzauber“, Kindermusical über verschwundene Instrumentenglocken, Kaiser-Heinrich-Gymnasium Bamberg, Musik: Gerhard Weinzierl, Regie: Tihomir Glowatzky;
- „Das Konzert der Tiere“, Rainer Lewandowski und Thomas Lange, Ein Instrumentenkunde-Theaterstück, Musik: Thomas Dorsch, Tournee Deutschland, Österreich, Schweiz;
- „Das Dschungelbuch“, Kinderoper mit Musik von Gerd Bessler (frei zur UA);
- „Der Karneval der Tiere“, Camille Saint-Saëns, Erzählung eines Kostüm-Karnevals der Tiere, Münchner Kammerorchester, Dirigent: Christoph Poppen, Sprecher: Manfred Zapatka, Prinz-Regenten-Theater, München;

### Libretti für Opern und Musicals
- „Das Collier des Todes“, nach E.T.A. Hoffmanns „Das Fräulein von Scuderi“, Musik: Manfred Knaak, UA: Theater Regensburg, Regie: Ernö Weil;
- „Hoffmanns Welt“, Musik: Roland Baumgartner, UA: Theater Hof;
- „Prof. Unrat“, nach Heinrich Mann, UA: E.T.A. Hoffmann-Theater, Bamberg;
- „Maria Theresia“, Musik: Roland Baumgartner, UA: Oper Bratislava;
- „Rosen der Liebe“ - ein Stück Operettenliebe, UA: Theater Hof 2015;
- „Der Steppenwolf“, Oper nach Hermann Hesse, Musik: Viktor Aslund, UA: Theater Würzburg 7. Mai 2016;
- „Victoria und Albert“, Musiktheater über Queen Victoria und Albert von Sachsen-Coburg-Gotha;
- „Seife“ - eine tödliche Amour fou eines Seifensieders aus dem Mittelalter, Libretto frei zur Komposition;
- „Der Sandmann“, Musiktheater nach E.T.A. Hoffmann, frei zur Komposition;
- „Wer regiert das Geld?“, Musiktheater über John Law und die Erfindung des Papiergelds und der Aktien, frei zur Komposition;

### Romane
- „Lichte Stunden eines wahnsinnigen Musikers“ (über E.T.A. Hoffmann), Verlag Dohr, Köln 2009, ISBN 978-3-936655-66-7. Der Roman erzählt vom Leben des Dichters, Malers und Komponisten Ernst Theodor Amadeus Hoffmann und dessen unglücklicher Liebe zu einer seiner Gesangsschülerinnen Julia Mark, die den Senatorensohn Johann Gerhard Gräpel aus Hamburg heiratete.
- „Meister Floh“ (E.T.A. Hoffmann) Nachwort von Rainer Lewandowski, in: Perlen der Literatur, input-Verlag, Ralf Plenz, Hamburg 2022
- „Weihnachtsglück“, Roman, ISBN 978-3-9824428-0-8 (VLB), Der Obdachlose Fiete-Adam Kosmannski wird irrtümlich als kostümierter Weihnachtsmann in eine großbürgerliche Familie geholt, und wird dort zum Katalysator langjähriger Lebenslügen der weihnachtenden Ehe-Paare.
- „Fischleich“, Roman unter Fischen auf dem Hintergrund von Umweltschäden, Fahrrinnenvertiefungen, Schifffahrt etc., ISBN 978-3-9824428-6-0 (VLB). Ein Unterwasserkrimi, die Hauptrollen übernehmen heimische Fische wie der Karpfen, der Wolfsbarsch oder auch der Hecht. In diesem Roman geht es darum, aufzuzeigen, wie der Lebensraum Wasser den unterschiedlichsten Umwelteinflüssen ausgesetzt ist. Dazu gehören der Schiffsverkehr, Fahrrinnenvertiefungen, der Sauerstoffmangel und vermehrtes Algenwachstum durch Gülleeinleitungen, aber auch die Zuwanderung nicht heimischer Arten, die Fisch-Welt als eine Metapher des menschlichen Lebens. Das Genom der Fische ist weitgehend identisch mit dem des Menschen.
- „Sturmflut“, noWelle, ISBN 978-3-9824428-7-7 (VLB). Der Roman greift auf sozialphilosophische und kriminalistische Elemente zurück, erzählt davon, dass Frauen auf den Nordseeinseln nach Sturmfluten tot im Spülsaum der Brandung gefunden werden. Es geht um einen pensionierten Kriminalisten, einen Maler und dessen Bewältigung seines Traumas vom Tod seiner Mutter, die vor seinen Augen während einer Sturmflut ertrank.
- „Die Vollmonduhr“ (Jugend-Roman, mit vielen Original-Fotos illustriert, 5 Bde.)
  - Bd. 1: „König Arthur“, ISBN 978-3-9824428-1-5
  - Bd. 2: „Der weiße Drache“, ISBN 978-3-9824428-2-2
  - Bd. 3: „Der rote Drache“, ISBN 978-3-9824428-3-9
  - Bd. 4: „Der grüne Drache“, ISBN 978-3-9824428-4-6
  - Bd. 5: „Arthur König“, ISBN 978-3-9824428-5-3

### Erzählungen
- „Die Sache mit der Weihnachtsgeschichte“, in: Weihnachtsgeschichten am Kamin, hrsg. von Barbara Mürmann, Rowohlt Verlag, Reinbek
- „Der etwas andere Weihnachtsmann“, in: Weihnachtsgeschichten am Kamin, hrsg. von Barbara Mürmann, Rowohlt Verlag, Reinbek und Coppenrath Verlag, Osnabrück
- „Belegtes Brot“, aufgewachsen in Ost und West, hrsg. von Katrin McClean und Torsten Haeffner, Rubikon, Mainz
- „Ein guter Plan - aber leider Phantasie“, in: Reisen zum Planeten Franconia, hrsg. von Bernd Flessner, Verlag Ph. C. W. Schmidt, Neustadt a. d. Aisch
- „Die Katastrophe“, in: Rückkehr zum Planeten Franconia, hrsg. von Bernd Flessner, Verlag Ph. C. W. Schmidt, Neustadt a. d. Aisch
- „Freies Buyern“, in: Expeditionen zum Planeten Franconia, - hrsg. von Bernd Flessner, Verlag Ph. C. W. Schmidt, Neustadt a. d. Aisch
- „Experimentum Fantasy 2.0“, in: Signale vom Planeten Franconia, hrsg. von Bernd Flessner, Verlag Ph. C. W. Schmidt, Neustadt a. d. Aisch, 2023
- „Spazierwege zu E.T.A. Hoffmanns Bamberg“, ein Reiseführer, edition hübscher im genniges Verlag, Bamberg 2013;

### Kleine Stücke und Aufsätze
- Literatur und Film und Literatur, in: Medium und Kunst, hrsg. v. G.C.Rump, Olms-Verlag 1978
- Der Dialog und kein Ende?, in: Interaktionsanalysen, hrsg. v. G.C.Rump, Gerstenberg Verlag, Hildesheim 1982
- Literatur und Film bei Alexander Kluge, in: Alexander Kluge, hrsg. v. Th. Böhm-Christl, Suhrkamp-Verlag, Frankfurt 1983
- Heiteitei oder Gute Nacht, Baby, in: Ausgesuchte Einakter und Kurzspiele III, Grafenstein Verlag, München 1984
- Wenn die bunten Fahnen wehen oder Den Rest schaffen wir auch noch, Kinder, in: Geflechte, Zeitschrift für Literatur und Grafik, hrsg. v. J. Ryzek, München 3/86
- Überlegungen zur Dramaturgie Christian Dietrich Grabbes, in: Jahrbuch der Grabbe-Gesellschaft 1989
- Trivialliteratur und Etikette - über die Beziehung von Anstandsbüchern und Trivialliteratur, Essay, Radio Bremen;
- „O wundervoller Kapellmeister, der solcher Dissonanzen mächtig!“ in: Jahrbuch der E.T.A.-Hoffmann-Gesellschaft, Berlin, 4. Band 1996; übersetzt von Prof. Dr. Jürgen Schlunk, in: West Virginia University Philosophical Papers, Frühjahr 1998
- Einführung in die „Knarrpanti“-Affäre, In: Jahrbuch 13 der Bayerischen Akademie der Schönen Künste, München 1999
- „Hoffmann-Aktivitäten des E.T.A.-Hoffmann-Theaters, Bamberg“ unter der Intendanz von Rainer Lewandowski bis 2015. 2023. PDF

### Kinderbücher
- „Bambolo“, 2 Bände, illustriert von Peter Engel, Baumhaus Verlag, Frankfurt
- „Manongahila“, illustriert von Peter Engel,
- „Die verrückte Labytinthreise“, illustriert von Barbara Korthues, Ravensburg
- „Meine Lieblingsgeschichten vom Kasper“, illustriert von Constanza Droop, Ravensburg
- „Julius, der Gähnbär“, eine Gute-Nacht-Geschichte;
- „Eich.Hörn.Chen“. Geschichten aus dem Garten, Tier-Episoden.

### Hörfunk - Feature, Hörspiele, Serien (Auswahl)
- „Bitte beachten Sie genau die Pausen im Dialog, die ich mit ‚Stille‘ bezeichne...“ Bemerkungen zur Dramaturgie Ödön von Horváths, Radio Bremen 2.4.1976
- Das Theater des Nationalsozialismus: 1. Teil: Öffentliche Ereignisse und etablierte Bühnen; 2. Teil: Das Thingspiel, Radio Bremen, 16.1. und 22.1.1977
- Der Prozeß um Schnitzlers „REIGEN“, NDR, 6.2.1980. Übernommen von der BBC 19.1.1982
- „Es war wie ein Glucksen“ - Hergang und Ursachen des Untergangs der „Titanic“, Südwestfunk, zweiteilige Dokumentation einer Anhörung, Hörspiel 1981
- „Kommen Sie mir nicht an meine Hos“, Norddeutscher Rundfunk, Hörspiel, 22.10.1983
- „Deutschland, deine Schlager“, Schlagergeschichte als Sozialgeschichte von seinen Anfängen bis heute, Hessischer Rundfunk 1984, 2 Teile
- „Peine - eine Familiensaga aus deutschen Landen“, eine Dallas- und Denver-Parodie in 10 bzw. 94 Teilen, Regie: Thomas Köhler, Südwestfunk/Norddeutscher Rundfunk 1986, wiederholt SWF 1994; Als Buchausgabe gedruckt vom Immen-Verlag, Wolfsburg
- „Der aktuelle Basteltipp“, 15 Folgen, Norddeutscher Rundfunk 1986
- „Streife Anton 8“ - ein Zeitgericht in kleinen Häppchen, eine Serie in 60 Teilen, Hessischer Rundfunk 1986/87
- „Das aktuelle Kulturstudio“, eine Simultanreportage in der Form einer Bundesliga-Konferenzschaltung mit Reportern vor Ort an den einzelnen kulturellen Veranstaltungsorten (Schauspiel, Oper, Ausstellung etc.), SWF
- u. a. m.